# NXT TakeOver: R Evolution
L’édition 2014 de NXT Takeover: R Evolution est une manifestation de catch (lutte professionnelle) diffusée sur WWE Network et visible uniquement en paiement à la séance.
L'évènement, produit par la World Wrestling Entertainment (WWE), a eu lieu le 11 décembre 2014 à l'université Full Sail à Winter Park, en Floride et met en avant les membres de NXT, le club-école de la fédération.
Il s'agit de la première édition de NXT Takeover: R Evolution, et est également le quatrième spectacle de NXT en paiement à la séance sur le WWE Network.

## Contexte
Les spectacles de la WWE en paiement à la séance sont constitués de matchs aux résultats prédéterminés par les scénaristes de la WWE. Ces rencontres sont justifiées par des storylines une rivalité avec un catcheur, la plupart du temps ou par des qualifications survenues dans les émissions de la WWE comme WWE NXT. Tous les catcheurs possèdent un gimmick, c'est-à-dire qu'ils incarnent un personnage gentil ou méchant, qui évolue au fil des rencontres. Un spectacle comme NXT Takeover est donc un évènement tournant pour les différentes storylines en cours.

### Tableau des matchs
| #                                                                | Matchs                                                                                               | Stipulation                                                                      | Durée |
| ---------------------------------------------------------------- | --- | -------------------------------------------------------------------------------- | ----- |
| 1                                                                | Kevin Owens bat CJ Parker                                                                            | Match Simple                                                                     | 3:14  |
| 2                                                                | The Lucha Dragons (Kalisto et Sin Cara) (c) battent The Vaudevillains (Aiden English et Simon Gotch) | Tag Team Match pour le NXT Tag Team Championship                                 | 6:40  |
| 3                                                                | Baron Corbin bat Tye Dillinger                                                                       | Match simple                                                                     | 0:41  |
| 4                                                                | Hideo Itami et Finn Bálor battent The Ascension (Konnor et Viktor)                                   | Tag Team Match                                                                   | 11:38 |
| 5                                                                | Charlotte (c) bat Sasha Banks                                                                        | Match simple pour le NXT Women's Championship                                    | 12:12 |
| 6                                                                | Sami Zayn bat Adrian Neville (c)                                                                     | Career vs. Title Match pour le NXT Championship. Si Zayn perd, il part de la NXT | 23:17 |
| (c) désigne le(s) champion(s) défendant son titre dans le match. | |                                                                                  |       |